# هالماهيرا
هالماهيرا (كما تدعى جيلولو أو غيلولو) هي أكبر جزيرة بين جزر مالوكو. وهي جزء من مقاطعة مالوكو الشمالية لـ إندونيسيا.
تبلغ مساحة هالماهيرا 17.780 كيلو متر مربع (6865 ميل مربع) وفي عام 1995 بلغ عدد سكانها 162.728. ما يقرب من نصف سكان هالماهيرا من المسلمين، ونحو النصف من المسيحيين.